# Ле Руа, Ив
Ив Ле Руа (фр. Yves Le Roy; род. 23 февраля 1951, Париж) — французский легкоатлет, специалист по многоборьям. Выступал за сборную Франции по лёгкой атлетике в 1970-х годах, серебряный призёр чемпионата Европы, многократный победитель и призёр первенств национального значения, участник летних Олимпийских игр в Мюнхене.

## Биография
Ив Ле Руа родился 23 февраля 1951 года в Париже. Занимался лёгкой атлетикой в столичном спортивном клубе US Métro.
В 1970-х годах занимал доминирующее положение среди французских десятиборцев, в частности восемь раз выигрывал национальный чемпионат в этой дисциплине (1971—1974, 1977, 1978, 1981).
Впервые заявил о себе в десятиборье на международном уровне в сезоне 1971 года, когда вошёл в состав французской национальной сборной и выступил на чемпионате Европы в Хельсинки, где с результатом в 7395 очков занял 13-е место.
Благодаря череде удачных выступлений удостоился права защищать честь страны на летних Олимпийских играх 1972 года в Мюнхене — набрал в сумме всех дисциплин десятиборья 7675 очков и расположился в итоговом протоколе соревнований на 12-й строке.
После мюнхенской Олимпиады Ле Руа остался в составе легкоатлетической команды Франции и продолжил принимать участие в крупнейших международных стартах. Так, в 1973 году на Кубке Европы по легкоатлетическим многоборьям в Бонне он выиграл серебряную медаль личного зачёта и вместе со своими соотечественниками стал четвёртым в мужском командном зачёте.
В 1974 году побывал на чемпионате Европы в Риме, откуда привёз награду серебряного достоинства, выигранную в десятиборье — уступил здесь только поляку Рышарду Сковронеку.
В 1977 году на домашнем Кубке Европы в Лилле был четвёртым в личном и командном зачётах.
На чемпионате Европы 1978 года в Праге с результатом в 7748 очков закрыл десятку сильнейших десятиборья.
В 1981 году добавил в послужной список золотую медаль, выигранную в десятиборье на чемпионате Франции, после чего завершил спортивную карьеру.